# Jimmy McGriff
Pour les articles homonymes, voir McGriff.
James Harrell McGriff (né le 3 avril 1936 à Philadelphie, décédé le 24 mai 2008) est un organiste de jazz qui développa son style sous l'influence de Jimmy Smith. Il dirigea son groupe dès la fin des années 1950. Il enregistre plusieurs albums pour Sue à partir de 1962 et connaît un grand succès. Il enregistre plus tard pour Divers labels: Veep, Solid State, Blue Note (1970-71), Groove Merchant, JAM, Milestone. Dans les années 1980 et 90, il dirige souvent un quartet avec le saxophoniste Hank Crawford. Son dernier album date de 2001.

## Discographie
- I got a woman (Sue, 1962)
- One of mine (Sue, 1963)
- At the Apollo (Sue, 1963)
- At the organ (Sue, 1964)
- The worm (Solid State, 1968)
- Electric funk (Blue Note) (Septembre 1969)
- Groove Grease (LRC LTD) (1971)
- Soul Sugar (1971)
- Main Squeeze (LRC LTD) (1974)
- Tailgunner (1977)
- The Groover (JAM, 1982)
- The starting five (Milestone, 1986)

## Sources
- Dictionnaire du Jazz (Philippe Carles, 1988)
- All Music Guide to Jazz (Michael Erlewine, 1996)